# دربند (روسيا)
دَربَند (فارسیة) أو ديربينت (بالروسية: Дербент) أو باب الأبواب هي إحدى مدن روسيا في الكيان الفدرالي الروسي داغستان، تقع مدينة دربند على الساحل الغربي لبحر قزوين بالقرب من مصب نهر سامور في البحر حيث المسافة بين البحر وجبال القوقاز لا تتجاوز 3 كيلومترات وهي ضمن الحدود الإدارية لجمهورية داغستان، وهي ثاني أكبر مدن الجمهورية وتبعد عن عاصمة داغستان محج قلعة 121 كم. وعن العاصمة الروسية موسكو 2212 كم. بطريق سكك الحديد التي تمر بمدينتي فولغوغراد وأستراخان.

## التاريخ
يعود تاريخ المدينة إلى الالف الرابع قبل الميلاد أي ان عمرها يزيد عن 5000 سنة. وتعتبر المدينة أقدم مدن روسيا الاتحادية ومن مدن العالم القديمة. اسست المدينة بشكلها الحالي عام 438 في عهد السلالة الساسانية حيث حولها الشاه كوادا وابنه كسرى الأول إلى قلعة حجرية تغلق الممر بين البحر والسلسلة الجبلية بجدار طوله 40 كم. وشيدا حصن نارين وأُنْشِئَ المرفأ. لقد شيدت المدينة في الممر الفاصل بين بحر قزوين وسلسلة جبال القوقاز ولقد حاولت كافة الدول التي حكمت في المنطقة السيطرة على هذه المدينة الممر. فاليونانيون اطلقوا على هذا الممر اسم«الممر الألباني» والروم «بوابة الخزر» اما العرب فسموه «باب الأبواب». ولايوجد أي مكان اخر على طول سلسلة جبال القوقاز قريب من البحر كموقع المدينة الفريد. لهذا فان اسم المدينة مشتق من كلمتين فارسيتين «دار» وتعني بوابة و«بيند» وتعني القفل أو العقدة. ووصف اليكسندر ديوما في كتابه «رحلة في القوقاز» سور المدينة بانه حقا جدار ضخم يفصل بين أوروبا وآسيا ويصد هجمات الاسكوثيون الخطرة.
قام المسلمون بفتح المدينة صلحاً عام 22هـ (حوالي 643م) في عهد الخليفة عمر بن الخطاب علي يد سراقة بن عمرو وعبد الرحمن بن ربيعة وتوفي سراقة بن عمرو بعدها في المدينة وتحولت المدينة إلى مركز عسكري وإداري للخلافة الإسلامية لحملات الحروب مع الخزر في داغستان وما حولها، إضافة إلى كونها مركزا تجاريا ضخما ومرفأ ومركز أساسي لنشر الدعوة الإسلامية في المنطقة. لقد تحولت المدينة خلال الحكم الإسلامي إلى مدينة كبيرة في القوقاز بالعصور الوسطى وظهرت فيها حرف وصناعات مثل صناعة الخزف والزجاج وصياغة الذهب والنسيج والسجاد والورق والحرير والصابون وغيرها كما تطورت الزراعة وخاصة زراعة الزعفران والقطن والكتان وغيرها. وكانت للمدينة علاقات تجارية مع الكثير من مناطق الشرقين الأوسط والادنى وشرق أوروبا. وبعد سقوط الخلافة العربية أصبحت المدينة امارة دربند حكمتها سلالة هاشم العربية. وفي عام 1071 احتلتها القوات السلجوقية وأصبحت المدينة ساحة حرب بين الاتراك والصفويين التي على اثرها انضمت المدينة إلى دولة فارس.
في بداية القرن 18 ظهرت بوادر الخطر بسبب الصراع بين إيران وتركيا من اجل السيطرة على المناطق الساحلية لبحر قزوين قام القيصر بطرس الأكبر بجولته المشهورة في اعوام 1722 – 1723 وكانت المدينة ضمن اهتمامات القيصر، لذلك قام بصحبة جيش كبير في 23 أغسطس/اب عام 1722 بدخول المدينة حيث استقبله سكان المدينة ومسؤوليها بحفاوة كبيرة. ولفت انتباه القيصر المعالم التاريخية للمدينة وامر العلماء الذين كانوا بصحبته اتخاذ الاجراءات اللازمة للحفاظ على الاثار وامر ببناء الميناء كما افتتحت مخازن للمواد الغذائية ومستوصفات ومعامل ومنحها القيصر حرية التجارة في عموم روسيا، وفي عام 1898 أُنْشِئَ خط سكة حديد بيتروفسك بورت- باكو عبر المدينة.
لقد زار المدينة في القرون الوسطى قادة عسكريون عرب امثال الجراح الحكمي وسعيد بن عمرو الحرشي مسلمة بن عبد الملك ومروان بن محمد وقادة سلجوقيون وزملاء لجنكيز خان وغيرهم كما زارها السلطان العثماني سليم والشاه إسماعيل موسس الدولة الصفوية. كما زار المدينة عدد كبير من الكتاب والمؤرخين من عرب واتراك ويونانيون ورومان وعدد من الرحالة مثل العربي أحمد بن فضلان وأبو حميد الغرناطي وماركو بولو والروس افاناسي نيكيتين وفيدوت كوتوف وغيرهم من بلدان مختلفة. يعود هذا الاهتمام بالمدينة لموقعها الاستراتيجي الذي يربط سكان ماوراء القوقاز والشرق الادنى بجنوب شرق أوروبا.
كانت مدينة دربند في العصور الوسطى اضخم ميناء على بحر قزوين ومركز مهم للترانزيت والتجارة بين الشرق والغرب. فلقد قدمت إلى المدينة القوافل والسفن التجارية من الخضر وروس القديمة وطبرستان وخورسان والهند وغيرها. وأول من يذكر اسم المدينة هو المؤرخ اليوناني هيغات من ميليتس في القرن السادس قبل الميلاد كما ذكرها هيروديت في كتاباته.
قلعة دربند كانت في الحقيقة جزء من النظام الدفاعي الذي كان يتضمن تحصينات متينة وحواجز صعبة الاجتياز التي كانت تشرف على كل الطرق الجبلية وهذه الحواجز تتكون من اسوار تتخللها ابراج وبوابات وقرى سكنية في الأماكن الاستراتيجية وامتد هذا السور إلى أكثر من 40 كم. ويمكن تسمية السور بسور القوقاز العظيم الذي ما زالت اجزاء كبيرة منه قائمة إلى هذه الايام.
ومدينة دربند اليوم مدينة كبيرة تشتهر بصناعاتها وزراعتها ومعالمها الأثرية الكبيرة. ويوجد في المدينة مصنع لإنتاج الجلاخات الالية ومعامل لإنتاج أجهزة الإشارات الكهربائية والسجاد اليدوي ومعامل الغزل الصوفي ومواد البناء والمواد الغذائية وغيرها.
وتوجد في المدينة مدرسة لتعليم صناعة السجاد اليدوي ومدارس ثانوية ومهنية عديدة إضافة إلى معهد دربند الحكومي للتربية ومعهد الفنون والثقافة وفروع لجامعات حكومية روسية. وتعمل في المدينة مسارح عديدة مثل المسرح الليزجهاني والمسرح الأذربيجاني ودار الثقافة ومدرسة تعليم الموسيقى للاطفال والمسرح القومي. كما توجد في المدينة مجموعة من المكتبات العامة. كما يوجد في المدينة عدد من دور العرض السينمائية ومنتزهات عامة. وتشتهر المدينة منذ القدم بزراعة الاعناب والفواكه وفي السنوات الأخيرة اشتهرت بزراعة الحمضيات أيضا. كما تشتهر المدينة بمتاحفها العديدة وفنها المعماري القديم.
وتزداد اليوم الاهمية الجيوسياسية للمدينة باعتبارها البوابة الجنوبية لروسيا. واليوم كما في السابق تعيش بتآخي ومحبة في المدينة قوميات وطوائف عديدة وهي كالسابق تفتح أبوابها لكل شغوف وطموح لمعرفة المزيد من تاريخ المدينة. لقد اضيفت مدينة دربند إلى قائمة التراث العالمي لليونسكو.

## الجغرافيا

### المناخ
| البيانات المناخية لـدربند         | البيانات المناخية لـدربند | البيانات المناخية لـدربند | البيانات المناخية لـدربند | البيانات المناخية لـدربند | البيانات المناخية لـدربند | البيانات المناخية لـدربند | البيانات المناخية لـدربند | البيانات المناخية لـدربند | البيانات المناخية لـدربند | البيانات المناخية لـدربند | البيانات المناخية لـدربند | البيانات المناخية لـدربند | البيانات المناخية لـدربند |
| الشهر                             | يناير                     | فبراير                    | مارس                      | أبريل                     | مايو                      | يونيو                     | يوليو                     | أغسطس                     | سبتمبر                    | أكتوبر                    | نوفمبر                    | ديسمبر                    | المعدل السنوي             |
| --------------------------------- | ------------------------- | ------------------------- | ------------------------- | ------------------------- | ------------------------- | ------------------------- | ------------------------- | ------------------------- | ------------------------- | ------------------------- | ------------------------- | ------------------------- | ------------------------- |
| الدرجة القصوى °م (°ف)             | 15.3 (59.5)               | 26.6 (79.9)               | 28.3 (82.9)               | 34.2 (93.6)               | 30.1 (86.2)               | 34.6 (94.3)               | 35.8 (96.4)               | 38.8 (101.8)              | 33.0 (91.4)               | 28.0 (82.4)               | 21.9 (71.4)               | 27.6 (81.7)               | 38.8 (101.8)              |
| متوسط درجة الحرارة الكبرى °م (°ف) | 5.5 (41.9)                | 5.3 (41.5)                | 8.2 (46.8)                | 14.3 (57.7)               | 20.3 (68.5)               | 26.1 (79.0)               | 29.1 (84.4)               | 28.9 (84.0)               | 24.2 (75.6)               | 18.2 (64.8)               | 11.9 (53.4)               | 7.5 (45.5)                | 16.6 (61.9)               |
| المتوسط اليومي °م (°ف)            | 3.1 (37.6)                | 2.8 (37.0)                | 5.6 (42.1)                | 11.0 (51.8)               | 16.7 (62.1)               | 22.3 (72.1)               | 25.3 (77.5)               | 25.2 (77.4)               | 20.7 (69.3)               | 15.0 (59.0)               | 9.3 (48.7)                | 5.0 (41.0)                | 13.5 (56.3)               |
| متوسط درجة الحرارة الصغرى °م (°ف) | 0.7 (33.3)                | 0.4 (32.7)                | 3.0 (37.4)                | 7.7 (45.9)                | 13.1 (55.6)               | 18.4 (65.1)               | 21.6 (70.9)               | 21.4 (70.5)               | 17.2 (63.0)               | 11.8 (53.2)               | 6.6 (43.9)                | 2.6 (36.7)                | 10.4 (50.7)               |
| أدنى درجة حرارة °م (°ف)           | −12.5 (9.5)               | −17.9 (−0.2)              | −9.0 (15.8)               | −3.1 (26.4)               | 4.2 (39.6)                | 11.0 (51.8)               | 12.9 (55.2)               | 10.7 (51.3)               | 5.1 (41.2)                | 0.4 (32.7)                | −8.3 (17.1)               | −12.1 (10.2)              | −17.9 (−0.2)              |
| الهطول مم (إنش)                   | 26.2 (1.03)               | 39.1 (1.54)               | 24.5 (0.96)               | 19.7 (0.78)               | 24.4 (0.96)               | 16.1 (0.63)               | 22.5 (0.89)               | 26.2 (1.03)               | 50.4 (1.98)               | 56.3 (2.22)               | 48.8 (1.92)               | 44.5 (1.75)               | 398.7 (15.70)             |
| المصدر: meteolabs.ru: Дербент     |                           |                           |                           |                           |                           |                           |                           |                           |                           |                           |                           |                           |                           |

## المعالم التاريخية للمدينة
ان مدينة دربند ليست فقط متحف طبيعي بل هي أيضا مكتبة في الهواء الطلق فريدة من نوعها تتضمن مئات العبارات المقتبسة باللغات العربية والفارسية. وفي عام 2002 مضت 280 سنة منذ بداية دراسة هذه الكتابات. وكانت هذه الدراسة بدأت في عهد الأمير كنتيمير عام 1722 الذي رافق القيصر بطرس الأكبر في جولته بالمنطقة وما زالت هذه العملية جارية إلى الآن.
ومن أهم المعالم الأثرية في المدينة:

## بوابات القلعة
أجمل البوابات في الجدار الجنوبي للقلعة هي البوابة الثالثة وتسمى «البوابة الوسطى» ويعتقد اعيد تعميرها في القرن 11 ويعود السبب لوجود حجر مكتوب عليه تاريخ 435 هجري أي في القرن 11 الميلادي. وتدعم البوابة ببرجين مربعين والمسافة بينهما مقطوعة بجدار مسطح فيه قوس كبير وقوسين صغيرين على الجانبين تستند على دعائم دائرية.
البوابة الثانية في الجدار الجنوبي هي بوابة " بايات – كابي " بنيت في القرن 6 ويسميها العرب "
باب المكتوب " وتختلف عن بقية البوابات لوجود فيها قوس داخلي وآخر خارجي الذي بينهم ممر. واعيد تعمير البوابة عام 1811 مع المحافظة على الشكل القديم لها وعلى جانبي البوابة برجان مستديران من الحجر مركبة بشكل هندسي جميل وتوجد على حجر منتصف القوس كتابة باللغة الروسية " الزمن هدمني والطاعة عمرتني في عام 1811 ".
بوابة الاربعين – هي البوابة الثانية في الجدار الشمالي وسماها العرب «باب الجهاد» بسبب أهميتها الاستراتيجية السياسية والحربية. وهي من أقدم بوابات المدينة وتشير الاحجار في قاعدتها إلى قدم
طريقة وضعها وكانت البوابة في السابق المدخل الشمالي الرئيسي للمدينة ولهذا اهتم كثيرا بزينتها. ولقد كتب ابن الفقيه في القرن 10 بانه هناك دعامتان في الجدار فوق البوابة على كل منها نحت اسد من الحجر الأبيض وفي الأسفل نحتت لبوءات من الحجر الأبيض، وبالقرب من البوابة نحت لإنسان من الحجر بين قدميه تمثال لثعلب في فمه عنقود عنب. كما توجد على كل جانب من البوابة تمثال لاسد ارتفاعه 70 سم. وتفيد الدراسات الأثرية ان هذه البوابة كانت موجودة في القرن 10 بنفس الشكل الذي هي عليه حاليا. كما يوجد بالقرب من البوابة برج كبير بقطر 24 متر كان يستخدم لمراقبة منطقة انحناء الجدار وحتى البوابة.
البوابة الرابعة التي ما زالت قائمة إلى يومنا هي بوابة «دوباري» التي شيدت في القرنين 10 -11 وتشبه كثيرا البوابة الوسطى في هندستها المعمارية. ويعتقد بانه اعيد تعميرها في القرن 18.

## البوابات الغربية للقلعة
أول البوابات في السور الشمالي للقلعة تسمى بوابة دجارتشي كابا «بوابة الرسل» حيث كان ممثل الخان يعطي التوجيهات بالقرب منها. انشأت البوابة في عام 1811 وكانت فتحتها على شكل نصف دائرة، الجزء العلوي مبني بالحجر العادي يعلوه صف من الحجر المسنن.

## قصر الخان
يقع القصر في قلعة المدينة وبناه فيت علي خان الإقطاعي الكبير مالك شرق القوقاز عام 1768. وكتب الأكاديمي بوتكوف الذي زار القلعة عام 1796 «زرت قصر الخان المتكون من طابقين والمبني من الحجر على مرتفع يشرف على المدينة بكاملها».

## مبنى إدارة الخانية
يقع مبنى الإدارة أعلى البوابة الرئيسية للقلعة وعلى الجانب الايسر هناك غرفة للحرس، والمبنى من دورين يتضمن قاعة استقبال وأخرى
للخدمات ومكتب الخان وكانت في عهد فيت علي تتضمن قاعة للمحاكمات في الدور الأول.

## حمامات الخانية
حمامات القلعة مبنية في العمق على شكل قبب تنار بضوء الشمس بواسطة فتحات خاصة في القبب. واستخدم في بناء الحمامات حجر الكلس.

## مبنى السجن العسكري
شيد مبنى السجن العسكري عام 1828 فوق ارض مستوية على شكل مستطيل مع اقواس في الواجهة
الرئيسية المواجهة للبحر. ويؤدي المدخل الرئيسي إلى بهو فيه 3 أبواب احدهما يؤدي إلى قاعة كبيرة والاخران إلى غرف أخرى. والواجهة الشرقية للمبنى تتكون من 5 اقواس نصف دائرية تستند إلى دعائم مربعة الشكل.

## كنيسة على شكل الصليب مغطى بقبة
تقع في الجزء الشمالي الغربي من القلعة. وهي من المعالم التاريخية للمدينة التي بقيت لغزا لفترة طولية. الكنيسة بناء ضخم شيد تحت الأرض ذكرت في العديد من الكتب والمؤلفات التاريخية على انها «صهريج لحفظ المياه» محفور في الصخور. ولكن التنقيبات الأثرية في السنوات الأخيرة اثبتت ان المبنى موجه بدقة نحو الاتجاهات الاربعة وهي كنيسة مبنية في القرن 4 الميلادي على شكل صليب مغطى بقبة كبيرة.

## سجن زيندان

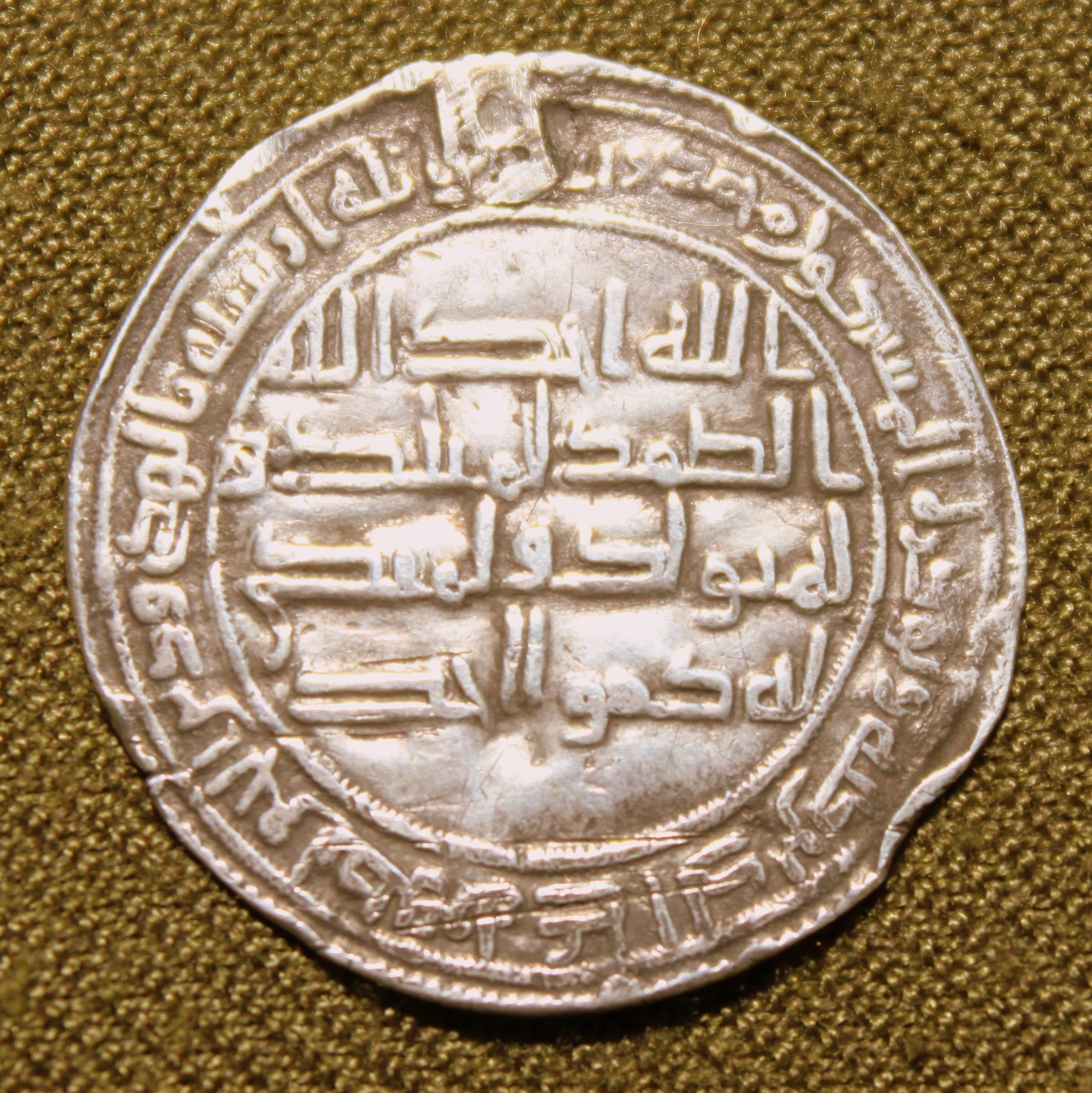
درهم إسلامي فضي يعود للعصر الأموي، عُثِّر عليه في دربند

هي زنزانات مبنية تحت سطح الأرض في الزاوية الشمالية الشرقية للقلعة. والسجن من المعالم الأثرية الفريدة لفن العمارة في القرون الوسطى. ويبلغ عمق الزنزانات 11 متر ومساحتها الداخلية 25 متر مربع وفيها فتحات لدخول الهواء والضوء. وكان السجن مخصصا للمحكومين بالموت حيث كانوا يقضون نحبهم جوعا. والمبنى مشيد على شكل دورق هرمي لكي لايتمكن المسجون من الهرب منه.

## مسجد الجمعة
بدأ بناء المساجد في مدينة دربند منذ القرن 8 وأقدم هذه المساجد هو مسجد الجمعة المبني على شكل مستطيل مع
بروز في واجهته الجنوبية، ويقسم المسجد في الداخل إلى قسمين الأول مستطيل يمتد من الشرق نحو الغرب واخر مربع عليه القبة، في الجانب الشمالي للمسجد 4 مداخل احدها رئيسي يقع على المحور العرضي للمبنى. ويبلغ طول المبنى من الداخل 67 متر وعرضه 17 مترا وعرض الصحن الوسطي 6.3 متر والجانبية 4 متر. ويبلغ قطر القبة 9.3 متر تستند على 8 دعائم. وكان هذا المكان موقع لكنيسة قديمة.
وفي المدينة مجموعة من المساجد والجوامع القديمة والأثرية مثل مسجد بوابة الاربعين. كما هناك اضرحة لحكام المدينة مثل ضريح جوم جوم المقدس الواقع عند الجدار الجنوبي للمدينة بين البوابتين الوسطى وبايات كابي يعود تاريخه إلى القرن 11 ويتضمن الضريح 10 توابيت حجرية يقال انها تعود إلى عائلة الحاكم جوم جوم.
الكنيسة الارمنية
من الاثار المعمارية في المدينة شيد عام 1860 ولكنه لم يستخدم كثيرا كمكان للعبادة وتمت صيانته بشكل كامل عام 1982 وحول إلى متحف للفنون التشكيلية.

## نافورات دربند القديمة
بنيت هذه النافورات منذ زمن بعيد كنظام لامدادات المياه وكانت أهميتها للمدينة تضاهي اهمية أسوار القلعة وبقي منها القليل فقط مثل نافورة الشاه صالح الواقعة على مسافة 130 م. من الجنوب الشرقي للبوابة الوسطى وهي من النافورات القديمة ان لم تكن أقدمها وما زالت تعمل إلى هذه الايام. وهناك أيضا نافورات أخرى عاملة مثل نافورة بينيك بولاخ ونافورة خان بولاخ.
وهناك اثار ومعالم كثيرة وعديدة مثل مباني القلعة والسور الجبلي وغيرها.

### المناخ
مناخ دربند - المنتقل من المعتدل إلى شبه استوائي وشبه الجاف. يؤثر في المناخ بحر قزوين، لذلك فصل الخريف يكون طويلا ودافئا، والربيع يأتي في متأخرا. الشتاء معتدل، والثلوج يستمر ويبقى من غير ذوبان أسبوعين فقط في السنة، وأبرد شهر عادة هو فبراير. أما فصل صيف فطويل وحار.
متوسط درجة الحرارة السنوية في دربند يبلغ إلى: +13,3 °C؛ متوسط درجة الحرارة في يناير +3,1 °C؛ ومتوسط الحرارة في يوليو +24,7&nbsp؛ (الأقصى +41 °C). مدة الفترة الحارة - 270 يوما.
متوسط هطول الأمطار 260 ملم في السنة؛ شهر غزارة الأمطار - أكتوبر. متوسط الرطوبة النسبية السنوية للهواء - — 69,5 %، ومتوسط سرعة الرياح - 6,0 م/ث.
| البيانات المناخية لـدربند         | البيانات المناخية لـدربند | البيانات المناخية لـدربند | البيانات المناخية لـدربند | البيانات المناخية لـدربند | البيانات المناخية لـدربند | البيانات المناخية لـدربند | البيانات المناخية لـدربند | البيانات المناخية لـدربند | البيانات المناخية لـدربند | البيانات المناخية لـدربند | البيانات المناخية لـدربند | البيانات المناخية لـدربند | البيانات المناخية لـدربند |
| الشهر                             | يناير                     | فبراير                    | مارس                      | أبريل                     | مايو                      | يونيو                     | يوليو                     | أغسطس                     | سبتمبر                    | أكتوبر                    | نوفمبر                    | ديسمبر                    | المعدل السنوي             |
| --------------------------------- | ------------------------- | ------------------------- | ------------------------- | ------------------------- | ------------------------- | ------------------------- | ------------------------- | ------------------------- | ------------------------- | ------------------------- | ------------------------- | ------------------------- | ------------------------- |
| الدرجة القصوى °م (°ف)             | 2.7 (36.9)                | 2.0 (35.6)                | 5.0 (41.0)                | 10.2 (50.4)               | 16.1 (61.0)               | 21.4 (70.5)               | 24.7 (76.5)               | 24.2 (75.6)               | 20.0 (68.0)               | 13.8 (56.8)               | 9.2 (48.6)                | 5.3 (41.5)                | 13.2 (55.8)               |
| متوسط درجة الحرارة الكبرى °م (°ف) | 0.6 (33.1)                | −0.2 (31.6)               | 2.8 (37.0)                | 7.4 (45.3)                | 12.7 (54.9)               | 17.7 (63.9)               | 21.3 (70.3)               | 20.7 (69.3)               | 16.6 (61.9)               | 10.9 (51.6)               | 6.7 (44.1)                | 3.1 (37.6)                | 10.3 (50.5)               |
| المتوسط اليومي °م (°ف)            | −14 (7)                   | −10.9 (12.4)              | −14 (7)                   | 0.1 (32.2)                | 1.9 (35.4)                | 10.0 (50.0)               | 12.9 (55.2)               | 9.0 (48.2)                | 6.0 (42.8)                | −1 (30)                   | −3.9 (25.0)               | −12 (10)                  | −14 (7)                   |
| [بحاجة لمصدر]                     |                           |                           |                           |                           |                           |                           |                           |                           |                           |                           |                           |                           |                           |

## صور

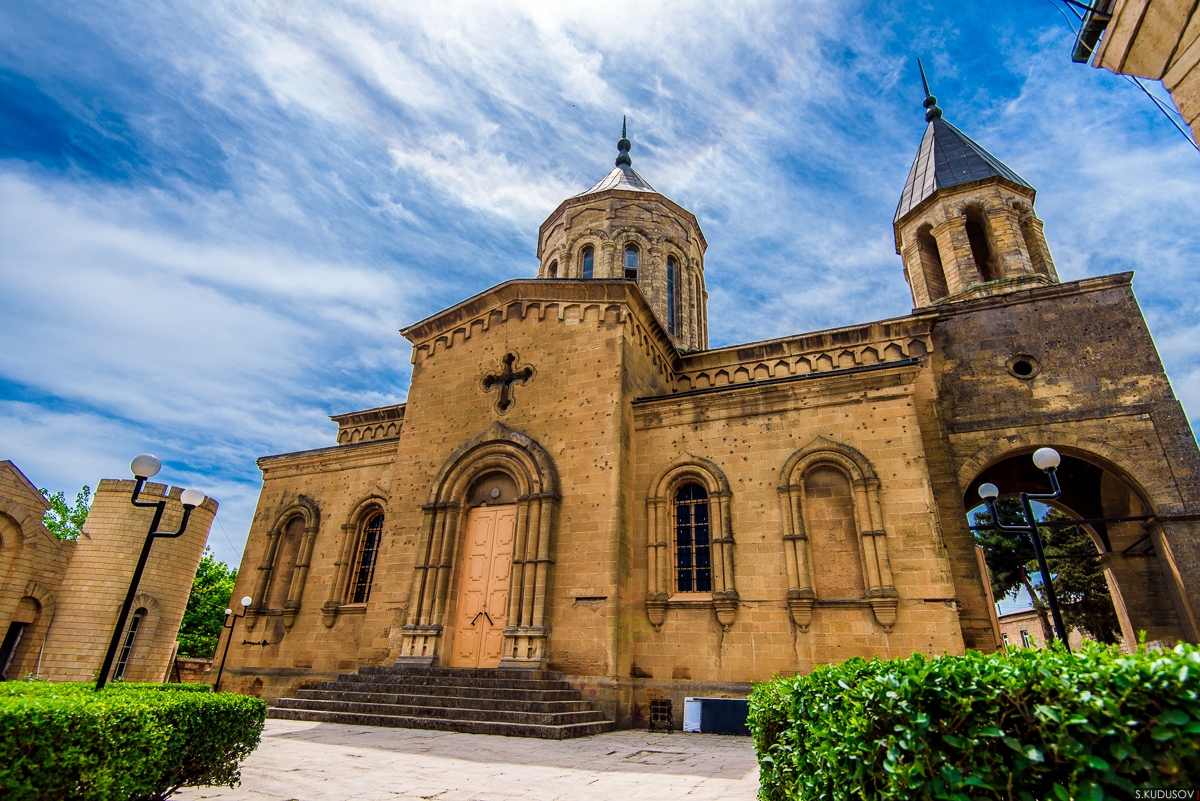
كاتدرائية المسيح المخلص
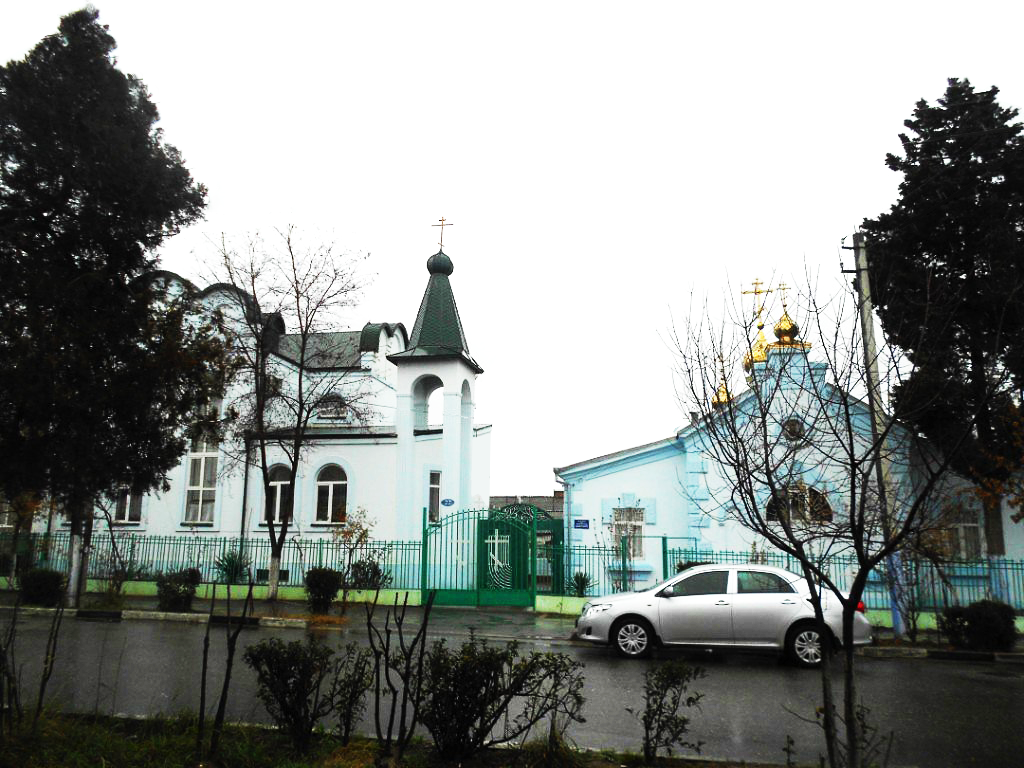
كنيسة الشفاعة
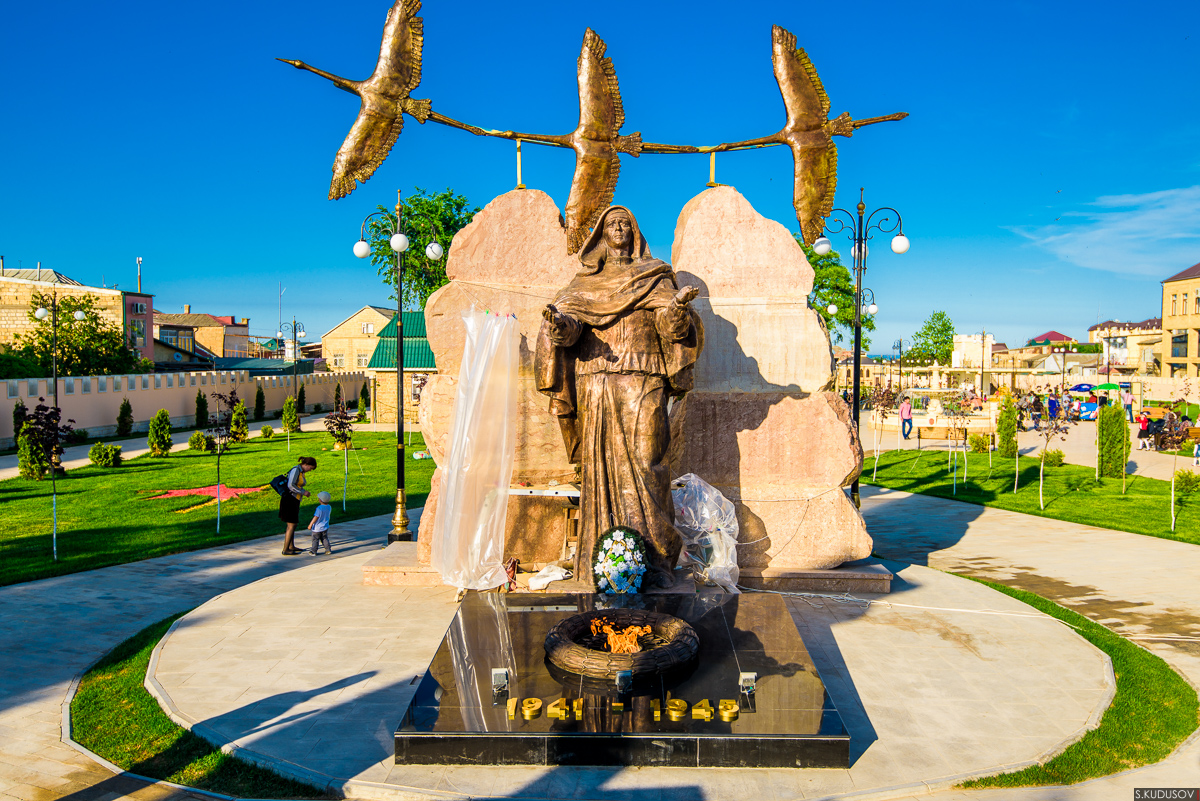
نصب تذكاري لأم ثكلى
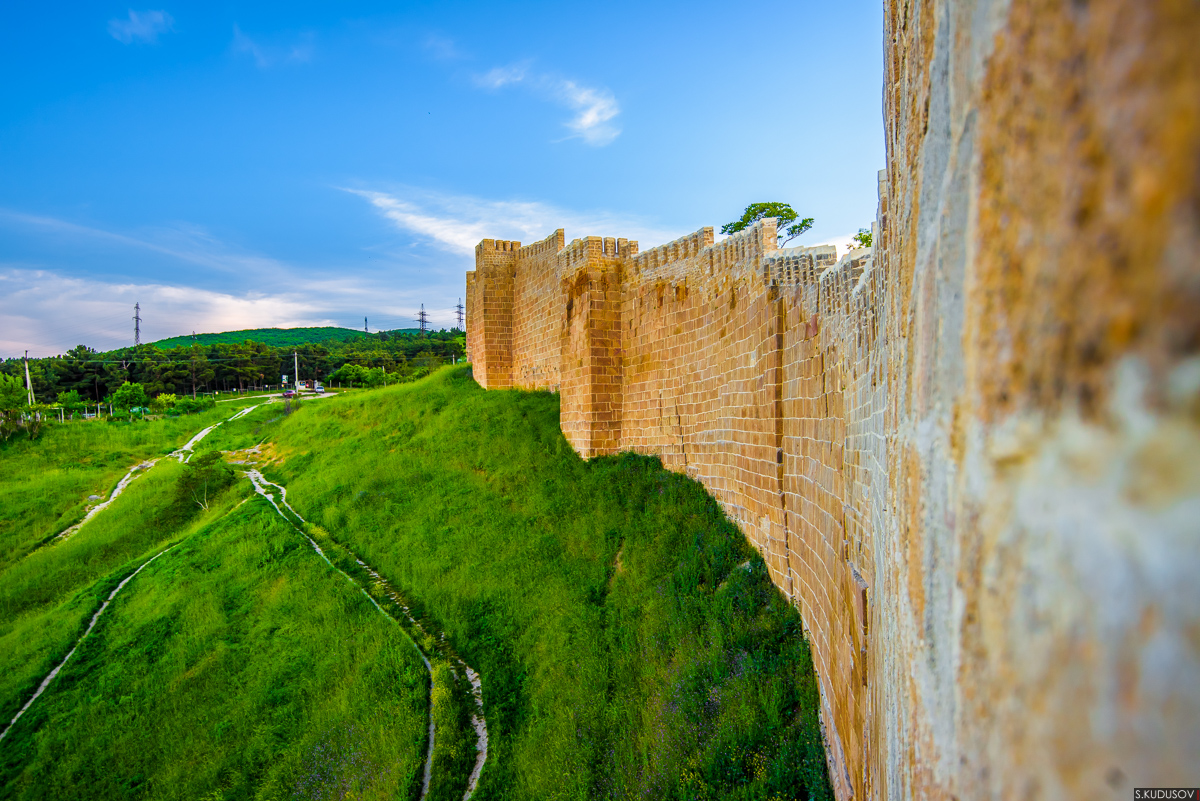
جدار قلعة نارين
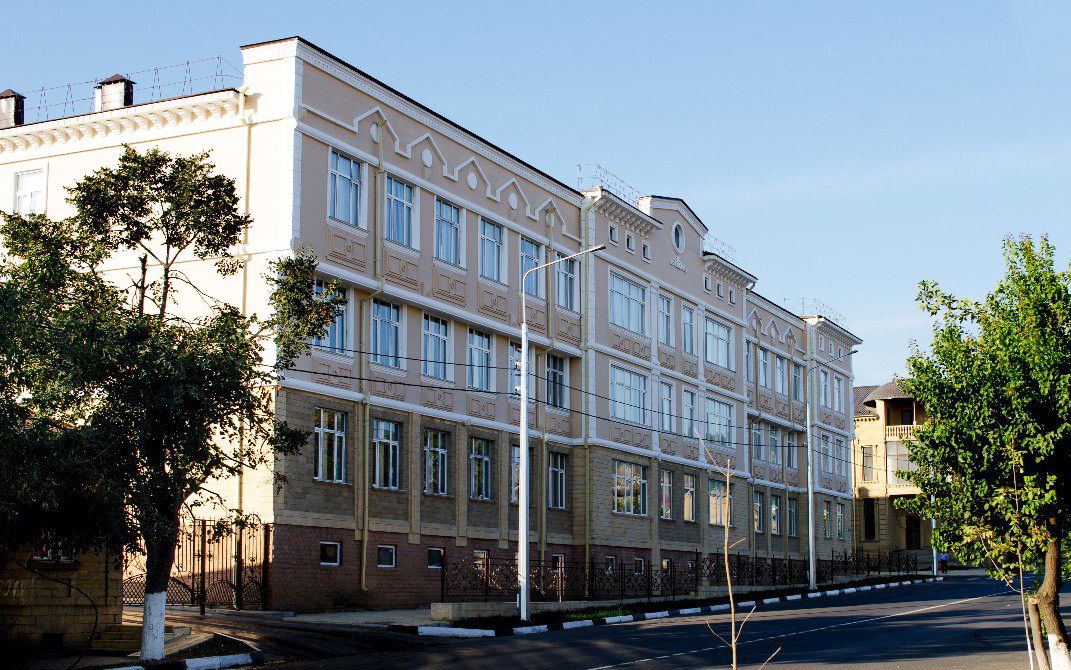
المرسة الـ 15